# Hedsmalmyra
Hedsmalmyra (Leptothorax interruptus) är en myrart som först beskrevs av Carl Friedrich Schenck 1852.  I den svenska databasen Dyntaxa används istället namnet Temnothorax interruptus. Enligt Catalogue of Life ingår hedsmalmyra i släktet smalmyror och familjen myror, men enligt Dyntaxa är tillhörigheten istället släktet smalmyror och familjen myror. Enligt den svenska rödlistan är arten nära hotad i Sverige. Arten förekommer på Gotland. Artens livsmiljö är havsstränder, jordbrukslandskap, stadsmiljö.

## Underarter
Arten delas in i följande underarter:
- L. i. interruptus
- L. i. nitidiceps
- L. i. tuberointerruptus